# Valehdellaan
Valehdellaan è il primo singolo della cantante finlandese Katri Ylander estratto dal suo secondo album.

## Classifiche
| Classifica (2007) | Posizione massima |
| ----------------- | ----------------- |
| Finlandia         | 12                |